# Internationale Wirtschaft
Die internationale Wirtschaft ist ein Teilgebiet der Volkswirtschaftslehre. Sie beschäftigt sich mit den politischen und wirtschaftlichen Beziehungen und deren Auswirkungen auf Güter- und Finanzmärkte und bildet somit den wirtschaftstheoretischen Teil der Globalisierung ab. Dabei werden zudem betriebswirtschaftliche Fragestellungen mit internationalem Bezug im Zusammenhang mit volkswirtschaftlichen Methoden (Mikroökonomie, Institutionenökonomie, Neuere Politische Ökonomie) analysiert.

## Außenwirtschaftstheorie
Die Außenwirtschaftstheorie behandelt die Rolle außenwirtschaftlicher Beziehungen für den Wohlstand moderner Volkswirtschaften. Neben den theoretischen Ansätzen der realwirtschaftlichen und monetären Außenwirtschaftstheorie und -politik wird auch die Bedeutung institutioneller Arrangements wie Freihandelsvereinbarungen, Wechselkurssysteme und Wirtschafts- und Währungsunionen diskutiert und behandelt die langfristige realwirtschaftliche Entwicklung moderner Volkswirtschaften. Neben der neoklassischen Wachstumstheorie werden die modernen Ansätze der Theorie endogenen Wachstums und mikroökonomische Innovationsmodelle vorgestellt. Ein Schwerpunkt der Forschung liegt dabei auf der Bedeutung außenwirtschaftlicher Beziehungen für das Wachstum und der Analyse der zunehmenden Integration der Weltwirtschaft. 

## Geld- und Währungspolitik
Geldpolitik und Währungspolitik behandelt die Bedeutung der nationalen und internationalen Geld- und Währungsordnung für die Entwicklung moderner Volkswirtschaften. Ein Schwerpunkt liegt dabei auf der Analyse der währungspolitischen Zusammenarbeit im Rahmen der Europäischen Union und der Wechselkurspolitik in den Transformationsstaaten. Von besonderer Bedeutung ist die Theorie insbesondere für Fragestellungen in Bezug auf die Funktionsweise von Währungsunionen, eine die Effizienz einer einheitlichen Geldpolitik und die Nachteile, die sich besonders für wirtschaftlich schwache Staaten ergeben können. In der aktuellen Diskussion steht vermehrt die Frage, wie die Europäische Währungsunion auf die zunehmende Staatsverschuldung einiger Mitgliedsstaaten reagieren muss. Dazu zählt auch die Frage nach der Koordinierung der gemeinsamen Wirtschaftspolitik, im Besonderen aber die Gestaltung der gemeinsamen Geldpolitik durch die Europäische Zentralbank.

## Makroökonomie
Internationale Makroökonomie beschreibt die Lehre von den gesamtwirtschaftlichen Größen, die insbesondere von Wirtschaftsforschungsinstituten benutzt werden, um die wirtschaftliche Lage einer Volkswirtschaft zu untersuchen, zu beschreiben und zu beurteilen. Zu den Bezugsgrößen zählen dabei insbesondere die konjunkturelle Lage, die aktuelle Arbeitsmarktsituation und die Inflationsrate. Um den Begriff Makroökonomie weiter einzugrenzen, empfiehlt es sich zunächst, ihn in Relation zur Mikroökonomie zu setzen.

## Mikroökonomie
Mikroökonomie beschreibt die Lehre der einzelwirtschaftlichen Größen und untersucht neben dem individuellen Verhalten der Wirtschaftssubjekte. Zudem beschreibt sie das wirtschaftliche Verhalten auf Ebene von Haushalten und Unternehmen und deren Wechselwirkungen. Zu den Hauptthemenbereichen zählt die Wettbewerbstheorie. Zu den neueren Entwicklungen der More Economic Approach, der die ökonomische Sichtweise vermehrt ins Blickfeld politischer und juristischer Entscheidungsstellen rückt. Hierzu zählt hauptsächlich die Arbeit der Monopolkommission, die Landeskartellbehörden und als übergeordnete Institutionen die Wirtschaftsministerien der einzelnen Länder und das Bundeskartellamt. 

## Empirische Wirtschaftsforschung
Empirische Wirtschaftsforschung ist vorrangig methodisch ausgerichtet und behandelt die Grundlagen und anwendungsspezifischen Probleme wirtschaftlicher Fragestellungen aus analytischer und statistischer Sichtweise. Die für dieses Fach konstitutiven ökonometrischen Methoden sind in ihrer Anwendung nicht beschränkt auf spezielle inhaltliche Fragestellungen, sondern in weiten Bereichen einsetzbar. Das Hauptanliegen der Ökonometrie ist, die Wirkungsrichtung und die Stärke des Zusammenhangs wirtschaftlicher Beziehungen zu analysieren. 

## Internationale Finanzmarkttheorie
Internationale Finanzmarkttheorie untersucht die Zusammenhänge zwischen Wechselkursen, Investitionen und die Auswirkungen auf den internationalen Handel. Dabei bedient sie sich mikroökonomischer Modelle und Theorien, um zum Beispiel optimale Währungsräume zu bestimmen. Als Teilgebiet der Forschung kann hier auf die bedeutende Theorie Optimaler Währungsräume von Mundell hingewiesen werden, der eine Reihe von Optimalitätskriterien definiert hat.